# Thomas Coville
Thomas Coville, född 10 maj 1968 i Rennes i Frankrike, är en fransk tävlingsseglare.
Thomas Coville har sedan april 2012 gjort sju världsomseglingar, ensam eller som rorsman. Han hade rekordet för världsomseglingar ensam med trimaranen Sodebo Ultim på 49 dagar och 16 timmar fram till december 2017, då rekordet slogs av François Gabart.

## Tävlingsresultat i urval

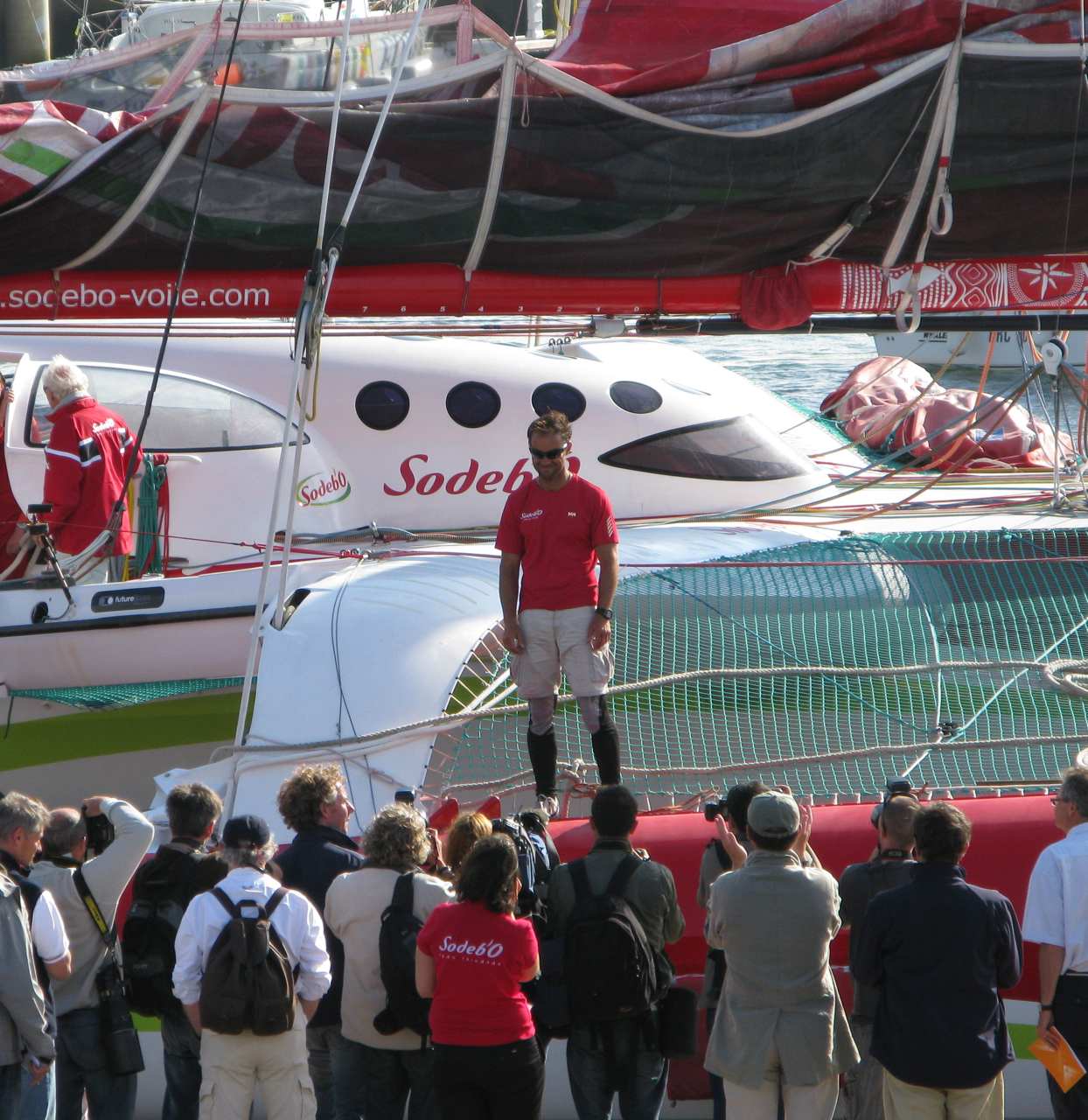
Thomas Coville på trimaranen Sodebo vid ankomst till Brest den 15 juli 2008

- 2012 : Volvo Ocean Race, ombord på Groupama 4, med skepparen Franck Cammas.
- 2010 : Trea i Route du Rhum på trimaranen ORMA Sodeb'O
- 2006 : Trea i Route du Rhum på trimaranen ORMA Sodeb'O.
- 2005 : Segrare i Oryx Quest, Doha 2006, med skepparen Brian Thompson.
- 2004 : Tvåa i The transat med trimaranen ORMA Sodeb'O
- 2001 : Sjätte plats i Vendée Globe 2000-2001 på 110 dagar och 7 timmar
- 1999 : Segrare i  Transat Jacques Vabre, tillsammans med Hervé Jan, på enskrovsbåten Sodeb'O
- 1998 : Segrare i Route du Rhum för enskrovsbåtar på Aquitaine Innovations
- 1997 : Tvåa på Mini Transat